# Notre héros défiguré
Pour plus de détails, voir Fiche technique et Distribution.
Notre héros défiguré (우리들의 일그러진 영웅, Urideului ilgeuleojin yeongung) est un film sud-coréen réalisé par Park Jong-won, sorti en 1992.

## Synopsis
Un homme se rendant aux funérailles de son professeur de cinquième année se souvient de sa vie d'écolier.

## Fiche technique
- Titre : Notre héros défiguré
- Titre original : 우리들의 일그러진 영웅 (Urideului ilgeuleojin yeongung)
- Titre anglais : Our Twisted Hero
- Réalisation : Park Jong-won
- Scénario : Jang Hyeong-su, Noh Hyo-jung et Park Jong-won d'après le roman de Lee Mun-yeol
- Musique : Song Byeong-jun
- Photographie : Jeong Kwang-seok
- Montage : Lee Gyeong-ja
- Production : Do Dong-hwan
- Pays :  Corée du Sud
- Genre : Drame
- Durée : 119 minutes
- Dates de sortie : 
  -  Corée du Sud : 15 août 1992

## Distribution
- Choi Min-sik : M. Kim
- Hong Kyoung-in : Eom Seok-dae
- Goo Shin : M. Choi
- Go Jeong-il : Byeong-tae
- Go Sang-baek : Gang Dong-gyu
- Guk Jong-hwan : Im Man-sun
- Gweon Il-su : Gang Dong-gyu
- Jeong Jin-gang : Kim Yeong-pal
- Kim Gyu-min : Hwang Yeong-su
- Kim Seong-hyeon : Jun-tae
- Moon Hyeok : Im Man-sun
- Nam Yeong-jin : Hwang Yeong-su
- Shin Cheol-jin : Kim Yeong-pal
- Tae Min-yeong : Byeong-tae
- Kim Hye-ok : la mère de Byeong-tae
- Woo Sang-jeon : le père de Byung-tae

## Distinctions
Le film a remporté le Blue Dragon Film Award du meilleur film.